# Trichocladium opacum
Trichocladium opacum är en svampart som först beskrevs av August Karl Joseph Corda, och fick sitt nu gällande namn av S. Hughes 1952. Trichocladium opacum ingår i släktet Trichocladium och familjen Chaetomiaceae.   Inga underarter finns listade i Catalogue of Life.